# Симон Янг
Симон Маргарет Янг (на английски: Simone Margaret Young) е австралийски диригент.

## Биография
Симон Янг е родена на 2 март 1961 г. в Сидни, Австралия. Тя е с ирландски произход от страна на баща си и с хърватски произход от страната на майка си. Симон завършва колеж в Северна част на Сидни с отличие. След това учи композиция, пиано и дирижиране в Консерваторията по музика в Сидни.
Янг е женена и има две дъщери. Тя получава почетни докторски степени от университетите в Сидни и Мелбърн. Тя е провъзгласена за „рицар“ с Орденa на изкуствата и писмата на Франция. На 26 януари 2004 г., в Деня на отличие на Австралия, Янг е обявена за член на Ордена на Австралия „за приноси в изкуствата като диригент в Австралия и в международен план“.

## Кариера
Започвайки през 1983 г., Симон работи в „Опера Австралия“. В началото на нейната кариера, тя е асистент на Джеймс Конлън в операта в Кьолн, и на Даниел Баренбойм в Държавната опера в Берлин и на фестивала в Байройт. От 1998 г. до 2002 г., Янг е главен диригент на Филхармонията в Берген, Норвегия.
От 2001 г. до 2003 г., Янг е главен диригент на „Опера Австралия“ в Сидни, но договорът ѝ не е подновен след 2003 г.,
Симон прави първото си дирижиране в Държавната опера в Хамбург през 1996 г. През май 2003 г. е избрана едновременно за изпълнителен директор на Държавна опера в Хамбург и главен диригент на „Филхармония Хамбург“. През 2006 г., тя става професор по музика и театър в университета в Хамбург. През октомври 2006 г. критиците на списанието Опернуелт я избират за Диригент на годината. През декември 2011 г.е обявено, че Янг ще сключва отново договор и с Държавната опера в Хамбург и с Филхармония Хамбург след сезон 2014/2015.
Симон е първата жена диригент на Виенската държавна опера през 1993 г. Тя дирижира Симфоничния оркестър на Сидни, когато те изпълняват „Advance Australia Fair“ на летните олимпийски игри през 2000 г. на Церемонията по откриването в Сидни. През ноември 2005 г. тя става първата жена диригент на Виенската филхармония и дискографията и ̀включва повечето от симфониите на Антон Брукнер, и Пръстенът на Нибелунгите на Рихард Вагнер; и симфонии на Брамс.
През периода декември 2012 тя е гласувана за Музикална Личност на годината от списание Лаймлайт.
През март 2016 Симон е назначена за член на Управителния съвет на Европейската академия за музикален театър.

## Избрани дискография

### DVD
- Пуленк: Диалози на Кармелайтс, Държавна опера в Хамбург, Артус Мюзик(на английски: Arthaus Musik)(2008)
- Пфицнер: Палестрина, Баварски държавна оркестър, ЕвроАртс(на английски: EuroArts)(2010)

### CD
- Халеви:Ла Жуив(на френски: La Juive), Виенската държавна опера, РСА Корпорация(на английски: RCA)(2002)
- Вагнер: Тенор Ариес, Йохан Бота (тенор), Симфоничен оркестър на Радио Виена, Имс Класикс(на английски: Oehms Classics)(2005)
- Хулио Бюргер: Тишината на нощта, Берлинско симфонично радио, Токата Класикс (2006)
- Хиндемит: Матис дер Малер, Филхармония Хамбург, Имс Класикс (на английски: Oehms Classics) (2007)
- Бритън: Народна песен Договорености, Стив Давислим (тенор), Симон Йънг (пиано), Мелба (2007)
- Брукнер: Симфония № 2, Филхармония Хамбург, Имс Класикс (на английски: Oehms Classics) (2007)
- Верди: Requiem, Австралийската опера и балет оркестър, АБС Класикс (на английски: ABC Classics), (2007)
- Съвършена Любов: Страстите Вагнер и Щраус, Лиза Гастен (сопран), Симфоничен оркестър на Западна Австралия, АБС Класикс (на английски: ABC Classics) (2008)
- Brett Дийн, композитор и изпълнител, Брет Дийн (виола), виолончела на Сидни симфоничен оркестър, бис (2008)
- Вагнер: Рейнско злато, Филхармония Хамбург, Имс Класикс (на английски: Oehms Classics) (2008)
- Брукнер: Симфония № 3, Филхармония Хамбург, Имс Класикс (на английски: Oehms Classics) (2008)
- Вагнер: Ди Валкюре (на немски: Die Walküre), Филхармония Хамбург, Имс Класикс (на английски: Oehms Classics) (2009)
- Брукнер: Симфония № 8, Филхармония Хамбург, Имс Класикс (на английски: Oehms Classics) (2009)
- Брамс: Симфония № 1, Филхармония Хамбург, Имс Класикс (на английски: Oehms Classics) (2010)
- Брукнер: Симфония № 4 – Романтика (1874 версия), Филхармония Хамбург, Имс Класикс (на английски: Oehms Classics) (2010)
- Съблазняване: Песни от Рихард Щраус, Стив Давислим (тенор), оркестър Виктория, Мелба Рекордингс (на английски: Melba Recordings)(2010)
- Вагнер: Siegfried, Филхармония Хамбург, Имс Класикс (на английски: Oehms Classics)Oehms Classics (2011)
- Вагнер:Гьотердамерунг (на немски: Götterdämmerung), Филхармония Хамбург, Имс Класикс (на английски: Oehms Classics) (2011)
- Малер: Симфония № 2, Филхармония Хамбург, Имс Класикс (на английски: Oehms Classics)(2012)
- Малер: Симфония № 6, Филхармония Хамбург, Имс Класикс (на английски: Oehms Classics)(2012)
- Брамс: Симфония № 2, Филхармония Хамбург, Имс Класикс (на английски: Oehms Classics)(2012)
- Вагнер: Der Ring де Nibelungen, Филхармония Хамбург, Имс Класикс (на английски: Oehms Classics)(2012)
- Брукнер: Симфония № 0, Филхармония Хамбург, Имс Класикс (на английски: Oehms Classics)(2013)
- Брамс: Симфония № 3 и № 4, Филхармония Хамбург, Имс Класикс (на английски: Oehms Classics)(2013)
- Брукнер: Симфония във Ф минор, Филхармония Хамбург, Имс Класикс (на английски: Oehms Classics) (2014 г.)
- Брукнер: Симфония № 5 в си бемол мажор, Филхармония Хамбург, Имс Класикс (на английски: Oehms Classics)(2015)